# ウホウホドンキーくん
『ウホウホドンキーくん』は、須藤ゆみこによる日本の漫画作品。『月刊コロコロコミック』（小学館）の1995年1月号・4月号の単発掲載の後に1995年6月号から1997年10月号まで、『別冊コロコロコミック』（同）の1997年12月号から1998年12月号までに連載された。
スーパーファミコン用ゲームソフト〈スーパードンキーコング〉シリーズ三部作を原作としている。

## 主な登場人物
ドンキーコング
この作品の主人公。作品では主にボケ役を担当しており勘違いや空気が読めない事も多い。普段は温厚だが仲間が傷つけられた時には豹変して敵を倒すという仲間思いの一面も見せる。語尾に「ウホ」を付けるのが特徴。ゲーム本編と異なり2でキャプテンクルールの拘束から救われて以降、ロストワールド編ではディディーたちと同行した。物語後半からは原作の内容から出番が少なくなり脇役扱いにされる。『スーパードンキーコング3』編ではディディーと共に終盤まで姿を消す。再びクレムリン軍に誘拐されたかと思いきや、かくれんぼをしていただけだった。一人称は「ワシ」。
ディディーコング
ドンキーの弟分的存在。ドンキーとは違い賢くドンキーの世話をいつも焼いている。ドンキー同様に作品の後半からは出番が少なくなる。元ネタとはかなり描写が違う。
クランキーコング
原作とは多少イメージが違い、元気なじいさんな印象で描かれている。若いころはかなりの腕自慢だったようであり、実際に若返った時にキングクルール達を一網打尽に追い込んだ。初登場ではサーフィンに乗って登場などアウトドアな一面を見せ、根はマジメであるが多少の不器用な点や調子に乗る事があり、先述の若返った時にも、制限時間があったにもかかわらず、敵地に乗り込み、時間が切れて捕まってしまう、浅はかさを見せた。物語の最初と最後に出てくることが多い。
ファンキーコング
たまに出てくる脇役として位置づけられる。特に物語にも大きく関与してなく途中でいなくなることも多々みられる、またこの作品ではあまり見られないファンキーコングの素顔が描かれている。『2』『3』編冒頭では自分が冒険に付いていきたくて存在をアピールしていた（勿論、徒労に終わる）。
キャンディーコング
原作と比べて人間に近い美人に描かれているのが特徴。出番は数えるほどしかなく途中からは全く姿を見せなくなる（原作でも三部作では『1』にしか登場しなかった為）。ドンキーの憧れの女性という設定だがこの作品では当人もあまり好意的には接しておらずこの作品でも2人の関係は、はっきりしなかった。
ディクシーコング
物語が『スーパードンキーコング2』に移ると同時に登場する。女の子らしいボケなどドンキーとはまた変わったボケも見所。しかし締めるべき所はしっかりするなどドンキーよりは少し賢いイメージ。
リンクリーコング
同じく『スーパードンキーコング2』から登場。登場回数も少なめで特に目立つ話はない。
スワンキーコング
同じく『スーパードンキーコング2』から登場する。クイズ好きというのは変わらずこの作品でもクイズを出題する場面がある。しかしお騒がせで終わってしまうことが多い（例：「ドンキーは今どうなっているか…1：死んでいる、2：半殺し、3：明日お葬式」など）。このように、かなり毒のある発言をすることがあるものの、基本的には陽気な性格。
ディンキーコング
『スーパードンキーコング3』から登場する。子供らしい一面はあまり見せず、ちと生意気なヤツという印象の赤ん坊。ドンキー同様に語尾に「ウポ」をつける。

## 物語別登場人物
三部作を描いたこの作品にはこの物語でのみ登場したキャラクターがいる。
キングクルール
『スーパードンキーコング』の悪役。頻繁に登場しドンキーに刺客を送り込んだり、自ら出向く場面もある。最初の物語のドンキーの次に出番の多い人物であろう。最後は海賊船でドンキーとディディーと対決。ゲーム同様に死んだふりでドンキー達を油断させ、ディディーに重傷を負わせた。しかしそれによって激怒したドンキーに敗北する。
クランプ
キングクルールの傍にいた部下。原作では目立たない存在だが、この作品ではクローズアップされている。また番外篇ではクルールとクランプのエピソードが描かれている。
ノーティ
キングクルールの部下として登場、原作とは異なり、クルール以外の悪役ではけっこう目立つ存在でノーティがメインの話もあり炎を吹いた事もある。しかしゲームではザコキャラでもあったためかそれ以降出番なし。ノミティなるセールスマンに変装し、バナナ5本（実はあぶり出しで、本当は5万本）でノミ取りネクタイを売り付け、バナナを騙し取った。
キャプテンクルール
『スーパードンキーコング2』の悪役。当初から存在は明かされていたが、『スーパードンキーコング2』からストーリー重視になり最後の方しか出番はなかった。「ちょうどよい。まずはお前らから血祭りにあげてやる!」と発言したがディクシーが意味を理解できずボケで流された。ゲーム同様、ドンキーに殴り飛ばされて戦艦から落ちた後はロストワールドでディディー達を待ち受ける。最後はディディー達三人の連携攻撃でロストワールド中心部のエネルギー炉に落ちた。ゲームと違って生存描写が無く、生死不明。
スパイニー
ドンキーコング2編に登場。ディクシーに針を全て抜かれて裸にされた。
バロンクルール
『スーパードンキーコング3』の悪役。表向きは戦闘マシンのカオスをボスとしていたのはゲームと同じだが、最終決戦まで存在すら明かさなかったゲームとは違い、カオスがディクシー達に敗北すると同時に正体を明かし、以降は自らがクレムリン軍のボスとして行動した。最終回でバナナクイーンに食われバナナバードにされてしまう。バナナクイーンによると、バナナバード化した事で邪悪な心を失った（ディクシー的には「鳥ってバカだから悪い事は出来ない」）との事だが、結局そんな姿になっても世界征服を諦めてはいなかった。
カオス
『スーパードンキーコング3』から登場。創造主であるバロンクルールの命令で、クレムリン軍のボスとして振る舞っていた。その為、末端のザコキャラ達はバロンクルールが名乗り出るまで本気でカオスが自分達のボスだと思っていた。ゲームと違って内部にドンキーとディディーと収容しておらず、また破壊される事もなく、ラストシーンでは世界征服を諦めないバロンクルールを応援していた。
バロンクルールの妻
『スーパードンキーコング3』本編では直接登場はしなかったものの、存在は示唆されていた。バロンクルールも恐れる恐妻でディクシー達をコング島までパンチ一発で吹っ飛ばすほどの怪力を持っている。
バナナバード
『スーパードンキーコング3』から登場。序盤でディクシー達に仲間を集めるように頼むも、結局それは行われず、最終回でいつの間にか全員が揃っていた。その為、ゲームとは異なり物語の序盤と最終回のみの登場となった。
バナナクイーン
最終回に登場。バナナバード達の女王で、本来であれば全てのバナナバードが祈る事で呼び出される筈が、何故かドンキーのペットにされ「ピーちゃん」と呼ばれていた。元々は気高い王者だったが、長い間ペットして飼われていた所為で見る影も無い姿になっており、例え正気を取り戻しても餌を前にすると本能剥き出しの動物に戻ってしまう。
クイーンB
ドンキーコング編に登場。「家までバナナを運ぶ」と言ってドンキーを騙し、倉庫からバナナを奪った。
ダムドラム
ドンキーコング編に登場。工場から脱出する途中でドンキー達の前にいきなり出て来て、いきなり爆発した。何をしに出て来たのかは不明。
マンキーコング
ドンキーの幼なじみとして登場したオランウータン。タル投げの才能を見込んだクランキーの特訓を受けるが、ゴリラでない為にしごかれたと勘違いしクルール軍に入る。ディディーの説得で勘違いに気づき敵対するほどの関係ではなくなった（ただし、ドンキーが「ゴリラが一番!」とクランキーが言っていたと伝えてしまったためか、クルール軍には残っている）。
カボイング
ドンキーコング2編に登場。バッドクルールに乗り込んだディディー達に襲い掛かったが、結局逃げられてしまった。
クリンガー
ドンキーコング2編に登場。最初はザコキャラとしての登場だったが、クレムクエイ編から準レギュラー化。人質のドンキーに、何かと振り回される羽目にあう。
ゾッキー
ドンキーコング2編に登場。原作どおり、ダークレム編でお化けになって復活。
クリーバー
ドンキーコング2編に登場。ドンキーに掴まれているように見えていたが、掴んでいたのは彼の方。ディディー達が投げて来た鉄球を、ドンキーを盾にして防いでいたが、最後は逆にドンキーに盾にされたのであった。
クローク
ドンキーコング2編に登場。ディクシーにわざとバナナを渡しておき、ディディーに騙し討ちを仕掛けた。が、スコークスに背後から狙われて倒される。
グラッバ
ドンキーコング2編に登場。ごつい体から繰り出されるパワフルな攻撃でディディー達を苦しめた。助っ人と言わんばかりに出て来たドンキーをいたぶり、顔をボコボコにした恐ろしいワニ。
クランク
ドンキーコング2編に登場。原作でのカットラスの代わりとしての役割。コースターで遊んでいるディディー達を襲撃し、最初から騙していた事を明らかにした。が、何故かレールのド真ん中に突っ立っていたスワンキーに激突、コースターのレールから脱線してしまった。
キングB
ドンキーコング2編に登場。ハチのジンガーの王様。針を飛ばしたり分裂して攻撃するも。卵とスコークス自身を武器にされやられる。クイーンBとの関連は不明。
スクリーチ
ドンキーコング2編に登場。スコークスのライバル。レースの実力は明らかだったが運悪くスコークスとディディーたちに敗れる。
クラッバ
ドンキーコング2編に登場。ロストワールド行きのバレルの番をしているワニ。金（クレムコイン）を重宝しておりクルールにも通行料を取ろうとした。不意打ちでただ乗りしたドンキー達をこき使うもディクシーに騙され2度もただ乗りを許してしまう。一人称は「おいどん」。何故かコインに名前を書いている。
ベルチャ
ドンキーコング3編に登場。オランガタンガ湖のボスで巨大なタルの怪物。原作では虫のクリッククラックを口に放り込まれるとゲップで後ろに下がるが、これは漫画では「苦いものが苦手のため」となっていた。ディクシーに「風邪にはネギがいい」というボケでネギを咥えさせられた事で弱点を露呈してしまい、更にクリッククラックが苦い事に気付かれた為に次々と口にクリッククラックを放り込まれて敗れた。その後はディクシー達に休憩の為の家に改造されてしまう。
アーリック
ドンキーコング3編に登場。クレムウッドのもりのボスの毒蜘蛛。クレムウッドのもり編の一話目から登場し、ディクシーとディンキーを待ち受けてはいたが、彼女達がリバーサイドレースに夢中になっていた所為で対決は次の回までお預けになってしまった。
ブリーク
ドンキーコング3編に登場。雪山K3のボスの雪だるま。ギャグのつもりでブリーフを穿きながら「ブリーフ様だ！」と名乗るがウケなかった。ゲーム同様に雪合戦で戦うが、最後はスクイッターに張り付かれ、蜘蛛恐怖症が災いして自爆した。

### アニマルフレンド
物語の所々に登場。中には一度しか登場しないのもいればそれなりに登場したものもいるなど扱いには差があった。
ランビ
サイ。鼻から生えた角とダッシュ力が特徴。マジメだが変装したドンキー達を攻撃したり数匹のジンガーにやられるなどドジな一面もある。3では登場しない。
エンガード
カジキ。地上で息が続かない。ツノで攻撃する。基本的にいじられキャラで名前を「エ○ガチョ」や「アポガード」（連載当時に放送されていた歯磨き粉のCMのパロディ）などと間違えられたり、忘れられたり、振り回されたり、魚拓を取られたりと散々な目に会っている。唯一全シリーズで登場した。
ウィンキー
カエル。ジャンプ力が特徴。ボスノーティにやられたドンキーの下敷きになった事がある。2以降は登場しない。
スコークス
オウム。ディディーたちを足で担いで飛んだり卵を吐いたりする。エンガードに次ぐいじられキャラ。ライバルのスクリーチもいる。原作と異なり2以降に登場。
コークス
スコークスの仲間のオウム。原作と異なり3に一度だけ登場した。
ラトリー
ヘビ。高いジャンプ力が特徴。とぐろを巻いた状態のためウ○コと呼ばれると怒る。2のみ登場。
スクイッター
クモ。クモの巣を吐いて足場にできる。見た目が怖く敵にも怖がられた。一度、お面をかぶって登場した事もあるがキャプテンクルールの顔であったためドンキーたちに攻撃される。クモの巣に引っかかったディディーを食べようとした事がある。2以降に登場。
エリー
ゾウ。鼻から水を噴出して攻撃する。口調からメスだと思われる。ネズミのスニークが苦手で見つけると我を忘れて暴走する。3のみ登場。

## 物語の流れ
物語を三部作に分けて紹介。
ドンキーコング篇
一話完結式で終わる話が多かった。なにかとクルールがドンキーと張り合い対決する話が主であり、オリジナルストーリーが多く原作と大きくかけ離れた話も何度かあった。最後は原作同様キングクルールと船で最後の決戦をして幕を閉じた。
ドンキーコング2篇
ここからはストーリー重視となり大方原作のゲーム通りに話が進む。またドンキーが誘拐される所から物語は始まりプロローグが詳しく描かれているのも特徴。また意外とドンキーの出番も多く何度か物語の途中でも活躍する場面もあり、存在をアピール。最後は漫画ならではのオチで終わる。
ドンキーコング3篇
三部作最後の物語。ここからドンキー、ディディーの出番がほぼなくなり最初の頃とは随分と物語全体の雰囲気が変わる。2では1話で1つのステージを舞台にしていたのに対し3では1つのステージを2話に分けていた、後期は隔月刊の『別冊コロコロコミック』で掲載。
特に物語の方針も変わりはなく終わっていったが最終回はゲームのラストとは異なっている。

## コミックス
第5巻まで刊行されたが、第5巻が発売してまもなく連載が終了したため、最後の2話分が未収録となってしまった。現在のところ続巻の刊行予定はないため、連載当時の雑誌を持っていなければ、全話を読むことはできない。
1. 1995年10月28日発売、ISBN 978-4-09-142381-8
2. 1996年06月28日発売、ISBN 978-4-09-142382-5
3. 1996年12月16日発売、ISBN 978-4-09-142383-2
4. 1997年08月28日発売、ISBN 978-4-09-142384-9
5. 1998年08月28日発売、ISBN 978-4-09-142385-6